# هانو پوشل
هانو پوشل (آلمانی: Hanno Pöschl؛ زادهٔ ۲ ژوئیهٔ ۱۹۴۹) هنرپیشه اهل اتریش است.
از فیلم‌ها یا برنامه‌های تلویزیونی که وی در آن نقش داشته است می‌توان به پیش از طلوع و کوئرله اشاره کرد.